# دانشگاه پیام نور مهاباد
دانشگاه پیام نور مهاباد یکی از دانشگاهای شهر مهاباد می‌باشد  که در سال ۱۳۷۲ تأسیس شد. این دانشگاه در ابتدا در یک ساختمان استیجاری مشغول فعالیت بوده‌است که بعداً در ۱۷ دی ۱۳۷۶ فاز اول دانشگاه در دو طبقه با مساحت ۲۲۰۰ متر مربع به بهره برداری رسید.
فاز دوم دانشگاه در سال ۱۳۸۲ با مساحت ۲۳۰۰ متر مربع و فاز سوم آن در ابتدای سال تحصیلی ۹۰-۹۱ آماده بهره برداری شد.
در سال تحصیلی ۹۰-۹۱ تعداد دانشجویان این مرکز به بیش از هشت هزار نفر رسید . 
در سال ۹۰ کارگاه تخصصی رباتیک به این مرکز آورده شد و هم‌اکنون رشته های مهندسی معماری وکامپیوتر در دو گرایش سخت افزار ونرم‌افزار و فناوری اطلاعات وصنایع از رشته‌های فنی مهندسی این دانشگاه به حساب می آیند .
هم اکنون این دانشگاه یکی از بزرگترین مراکز آموزشی شمال غرب ایران به حساب می آید . دانشگاه پیام نور مهاباد موفق به اخذ رتبهٔ اول فرهنگی در بین دانشگاه‌های کشور شده‌است .
از تجهیزات  و امکانات این مرکز می‌توان به آزمایشگاه‌های تخصصی در رشته‌های  فیزیک , شیمی , زیست , کشاورزی  و همچنی  لابراتوار زبان و سوله ورزشی اشاره کرد . 
روسای پیشین این مرکز دکتر عمر اوطمیشی و دکتر محسن عیسوی می‌باشند  . رئیس فعلی مرکز نیز معروف خلیلی می‌باشند  .